# Vòng loại Giải vô địch bóng đá Đông Nam Á 2007
Vòng loại Giải vô địch bóng đá Đông Nam Á 2007 đã tổ chức ở Bacolod, Philippines từ ngày 12 và 20 tháng 11 năm 2006 cho các đội tuyển được xếp hạng thấp nhất ở Đông Nam Á. Tất cả các đội tuyển thi đấu trong thể thức giải đấu vòng tròn một lượt và đội nhất bảng và đội nhì bảng vượt qua vòng loại cho vòng chung kết.

## Địa điểm
| Bacolod             |
| ------------------- |
| Sân vận động Panaad |
| Sức chứa: 20.000    |
|                     |

## Vòng loại
- Tất cả thời gian là giờ chuẩn Philippines (PST)–UTC+8
- Brunei được đại diện bởi QAF FC - đội vô địch Brunei Premier League 2005-06.[1]

| Đội         | ST | T | H | B | BT | BB | HS  | Đ  |
| ----------- | -- | - | - | - | -- | -- | --- | -- |
| Lào         | 4  | 3 | 1 | 0 | 11 | 6  | +5  | 10 |
| Philippines | 4  | 3 | 0 | 1 | 13 | 3  | +10 | 9  |
| Campuchia   | 4  | 1 | 2 | 1 | 7  | 5  | +2  | 5  |
| Brunei      | 4  | 1 | 1 | 2 | 6  | 11 | −5  | 4  |
| Đông Timor  | 4  | 0 | 0 | 4 | 5  | 17 | −12 | 0  |

| Philippines      | 1–2 | Lào                                |
| ---------------- | --- | ---------------------------------- |
| C. Greatwich 62' |     | Sisomephone 47' · Phaphouvanin 49' |

| Đông Timor           | 2–3 | Brunei                          |
| -------------------- | --- | ------------------------------- |
| Costa 33' · Belo 77' |     | Salleh 11', 70' · M. Bujang 66' |

| Philippines                                                                                 | 7–0 | Đông Timor |
| ------------------------------------------------------------------------------------------- | --- | ---------- |
| P. Younghusband 22', 25' (ph.đ.), 36', 69' · C. Greatwich 27' · Zerrudo 51' · Caligdong 82' |     |            |

| Campuchia                  | 2–2 | Lào                              |
| -------------------------- | --- | -------------------------------- |
| Vathanak 50' · Samchay 75' |     | Soukhavong 30' · Sisomephone 35' |

| Lào                                                  | 3–2 | Đông Timor              |
| ---------------------------------------------------- | --- | ----------------------- |
| Saysongkham 34' · Phothilath 61' · Phommapanya 90+2' |     | Ximenes 82' · Costa 89' |

| Brunei        | 1–1 | Campuchia   |
| ------------- | --- | ----------- |
| H. Bujang 90' |     | El Nasa 79' |

| Philippines          | 1–0 | Campuchia |
| -------------------- | --- | --------- |
| Borromeo 81' (ph.đ.) |     |           |

| Brunei    | 1–4 | Lào                                                                |
| --------- | --- | ------------------------------------------------------------------ |
| Wahit 20' |     | Saysongkham 6' · Phaphouvanin 17' · Liepvisay 43' · Phothilath 55' |

| Philippines                                                | 4–1 | Brunei     |
| ---------------------------------------------------------- | --- | ---------- |
| Del Rosario 25' · P. Younghusband 59', 90' · Caligdong 73' |     | Ramlee 81' |

| Đông Timor | 1–4 | Campuchia                                         |
| ---------- | --- | ------------------------------------------------- |
| Costa 63'  |     | Samchay 37' · T. Vathanak 58' · C. Rithy 82', 86' |

## Các đội tuyển vượt qua vòng loại
Các đội tuyển đã hoàn thành tốp 2 trên bảng được vượt qua vòng loại đến giải đấu chính.
| Đội tuyển   | Bảng xếp hạng giải đấu chính |
| ----------- | ---------------------------- |
| Lào         | 8                            |
| Philippines | 7                            |

## Cầu thủ ghi bàn
| 6 bàn - Phil Younghusband 3 bàn - Adelio Maria Costa 2 bàn - Adie Mohammed Salleh - Chan Rithy - Hem Samchay - Teab Vathanak - Visay Phaphouvanin - Vilasock Phothilath - Sounthalay Saysongkham - Sathongyot Sisomephone - Emelio Caligdong - Christopher Greatwich | 1 bàn - Hardi Bujang - Mardi Bujang - Kamarul Ariffin Ramlee - Riwandi Wahit - Sam El Nasa - Chandalaphone Liepvisay - Saynakhonevieng Phommapanya - Kaysone Soukhavong - Alexander Borromeo - Anton del Rosario - Ariel Zerrudo - Anatacio Belo - Antonio Ximenes |